# Libythea celtis
Libythea celtis é uma espécie de insetos lepidópteros, mais especificamente de borboletas pertencente à família Nymphalidae.
A autoridade científica da espécie é Laicharting, tendo sido descrita no ano de 1782.
Trata-se de uma espécie presente no território português.

## Descrição

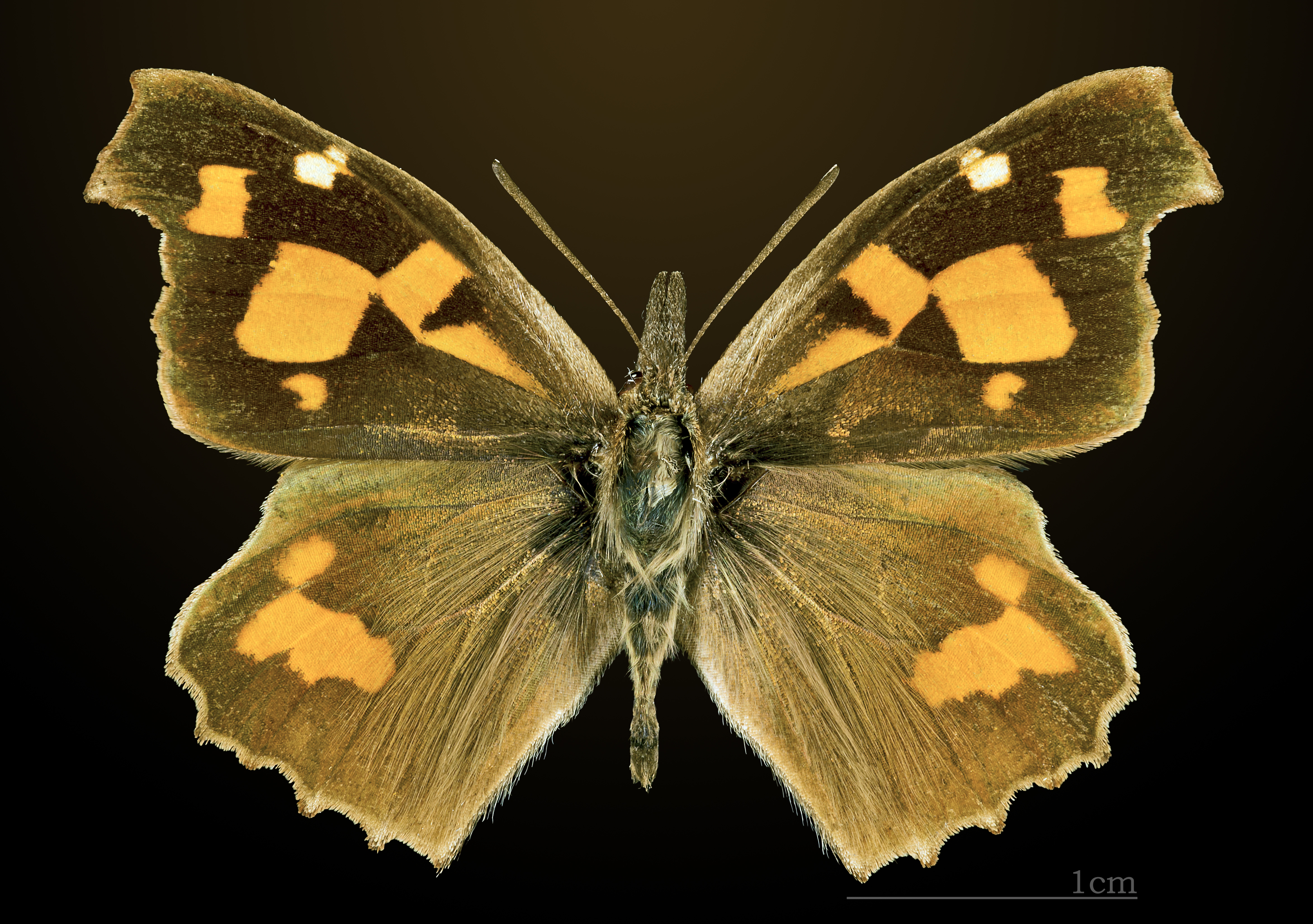
Libythea celtis
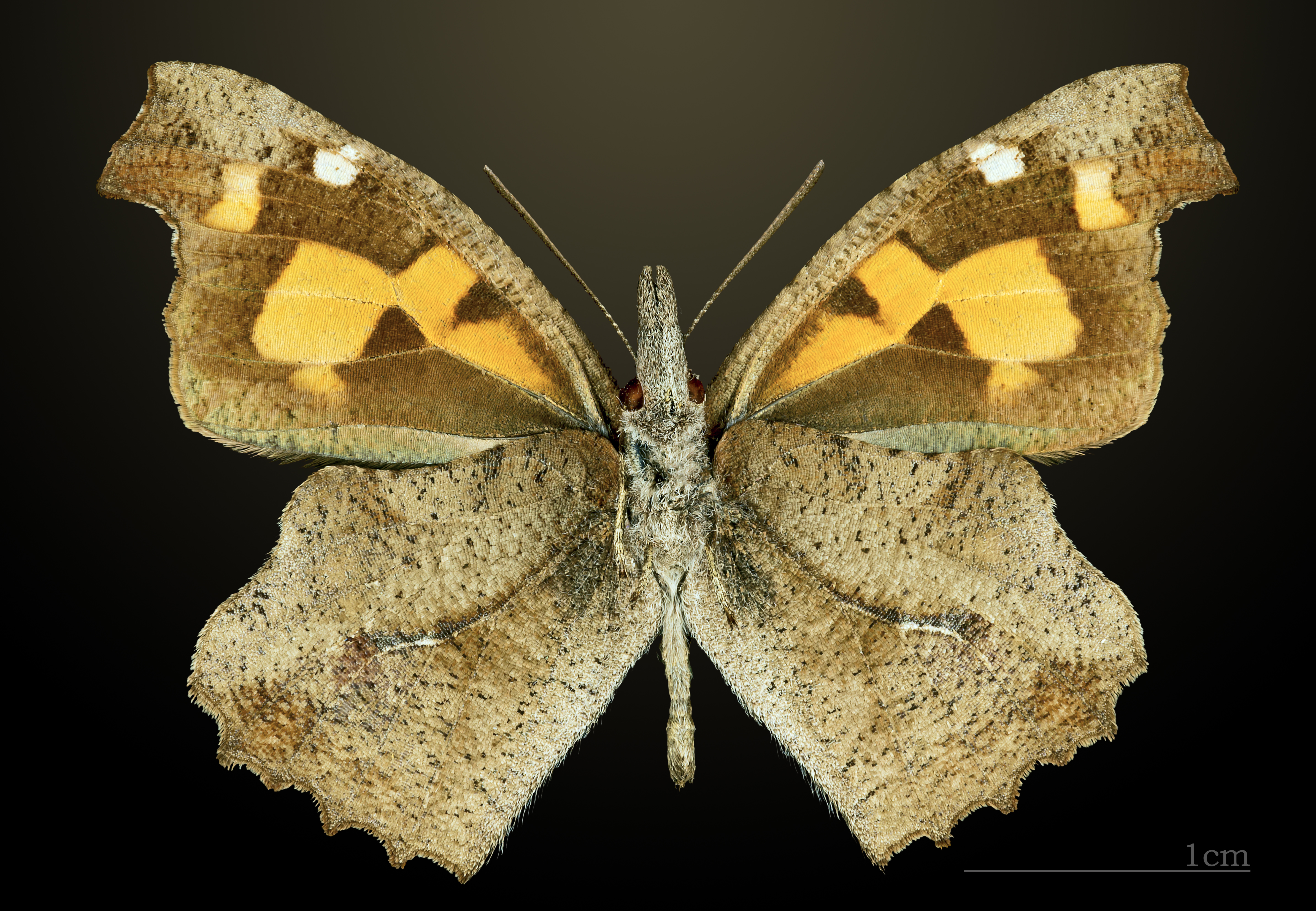
△ Libythea celtis